# 小行星2468
小行星2468（2468 Repin）是一颗围绕太阳公转的小行星。1969年10月8日，柳德米拉·切爾尼赫在克里米亚发现了此天体。
該小行星以俄羅斯畫家伊利亞·列賓命名。
这颗小行星的绝对星等为98.41221953736141等。